# Molukse kerk (Appingedam)
De Molukse kerk (ook Eben Haëzer) in Appingedam is een eenvoudige zaalkerk met bescheiden dakruiter. Het gebouw staat midden in de Molukse wijk van Appingedam en is de oudste Molukse kerk in Nederland. De kerk werd in 2013 als voorbeeld van wederopbouwarchitectuur erkend als rijksmonument, opgenomen in het Beschermingsprogramma Wederopbouw 1959-1965 en overgedragen aan de Stichting Oude Groninger Kerken. In 2017 werd de kerk gerestaureerd.

## Achtergrond
Na de onafhankelijkheid van Indonesië werden de Molukkers in Nederland ondergebracht in kampen die aangeduid werden als "woonoorden". In de provincie Groningen werden woonoorden ingericht in Nuis en de Carel Coenraadpolder. In Appingedam werd de eerste Molukse woonwijk gebouwd, waar in 1959/1960 gezinnen werden gehuisvest uit woonoord Schattenberg en het woonoord in de Carel Coenraadpolder. Vervolgens ontstond ook behoefte aan een eigen kerkgebouw in deze wijk.

## Bouw
Voor de bouw van de kerk werd een perceel beschikbaar gesteld door de gemeente Appingedam. De bouw werd gefinancierd door de staat en stond onder toezicht van de gemeente en de Rijksgebouwendienst. De kerk werd ontworpen door architect J. Martini uit Groningen en de bouw werd uitgevoerd door het bouwbedrijf Niehof-Hund in Appingedam. In 1960 werd de kerk geopend door ds. Semuel Metiarij.

## Beschrijving
De bouwstijl van de kerk wordt omschreven als een "verwijzende bouwstijl". De architect zou zich hebben laten leiden door de bouwvorm van zowel kerkgebouwen in Indonesië en op de Molukken als de barakken van Molukse woonoorden. Waarschijnlijk houdt de sobere bouw verband met de in eerste instantie "semi-permanente" aard van de Molukse woonwijk.
De kerk werd op palen gefundeerd en kreeg een rechthoekig grondplan van circa 8 bij 30 meter. De muren zijn gebouwd van betonstenen. In de kerk zijn de dragende houten spanten duidelijk in het zicht gelaten die het flauw hellende dak dragen. Op het dak bevindt zich een dakruiter en aan de oostmuur hangt een luidklok die vervaardigd is door de firma Van Bergen te Heiligerlee.
De kerk heeft een aangebouwde entree aan zuidzijde. Naast de kerkzaal bevinden zich een jeugdlokaal en een gedeelte met toiletten, berging, keuken en de kerkenraadskamer. In de kerkzaal staan een preekstoel en een doopvont die beide vervaardigd zijn door de firma Niehof-Hund, de bouwer van de kerk.

## Monumentale status en restauratie
In 1989 werden de Molukse kerken in Nederland afgestoten door de staat. Hoewel daarbij een 'bruidsschat' werd meegegeven, leidde financieel wanbeheer tot ontoereikende middelen om over te gaan tot het realiseren van een nieuwe kerk. Er ontstond achterstallig onderhoud, maar daardoor verkeerde de kerk nog in de originele staat. In 2011 werd de status van rijksmonument aangevraagd, die in 2013 werd verleend. In datzelfde jaar werd de kerk overgedragen aan de Stichting Oude Groninger Kerken. In 2016/2017 werd de kerk gerestaureerd en verduurzaamd en tegelijk versterkt in verband met de aardbevingen in Groningen. Het gebouw is nog voor kerkdiensten in gebruik en daarnaast is er een bezoekerscentrum waarbij de geschiedenis van de Molukkers in Nederland centraal staat.

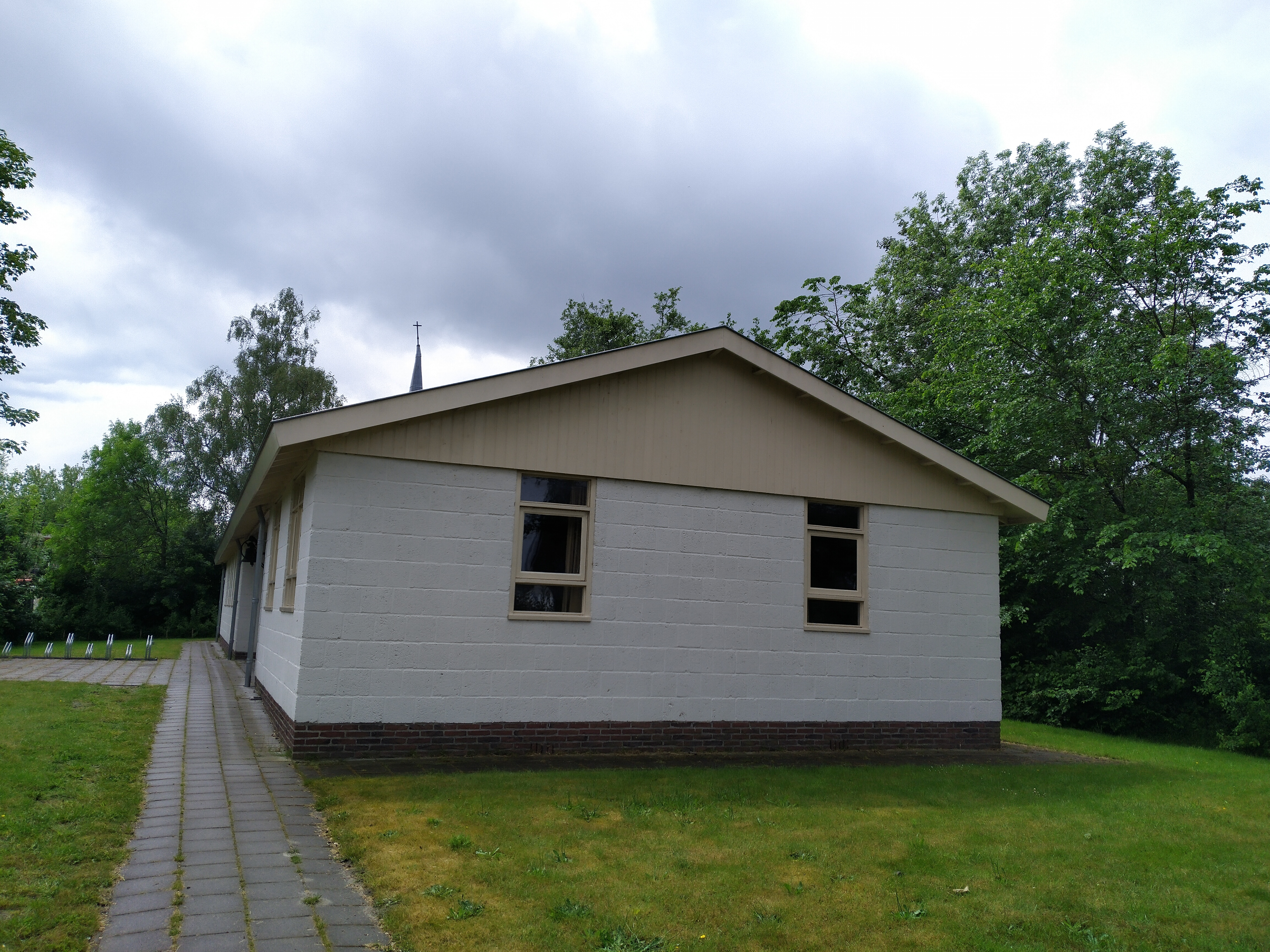
Achterzijde.
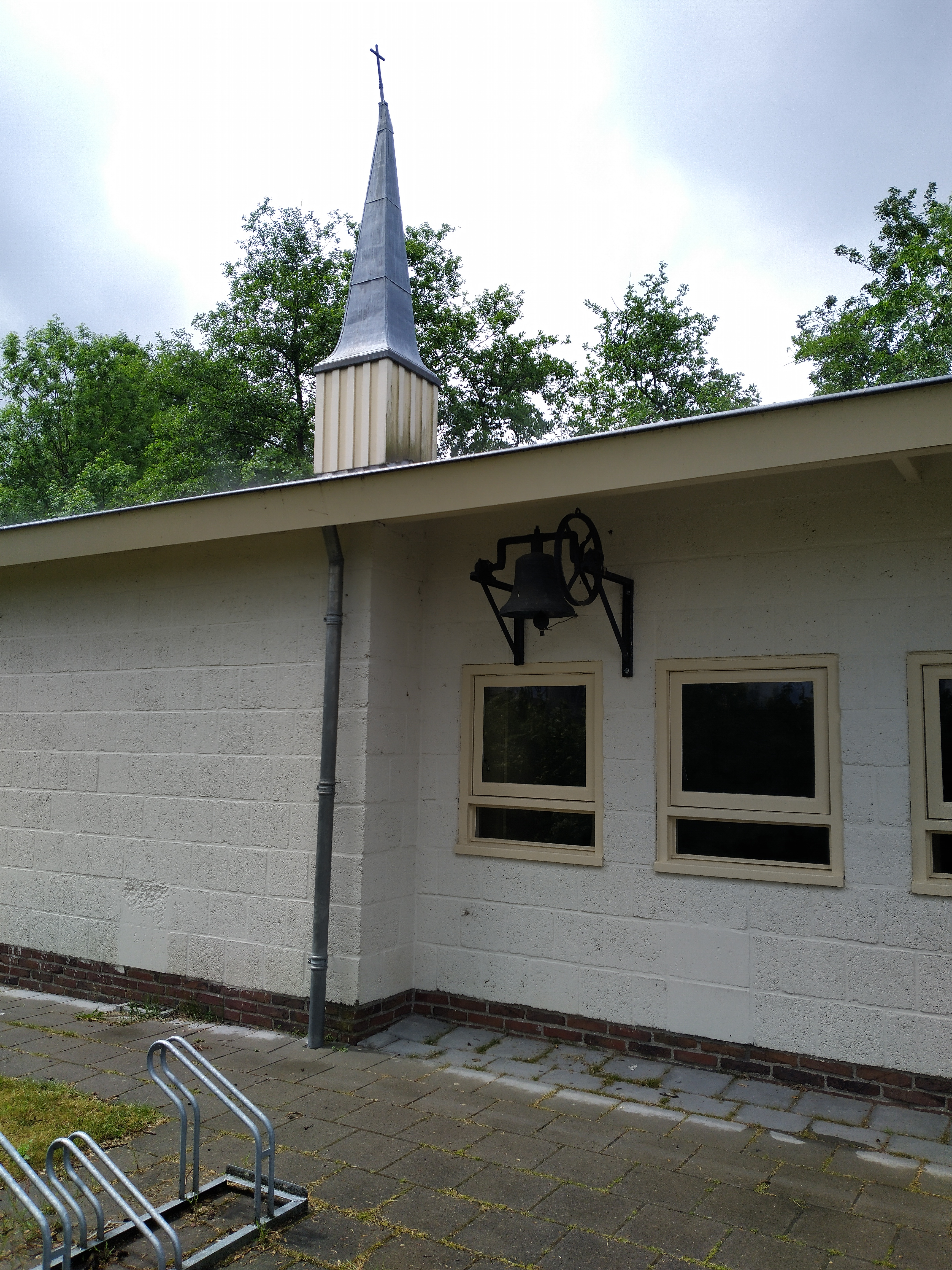
Dakruiter en luidklok.